# Upplands Väsby (comuna)
Upplands Väsby (em sueco: Upplands Väsby kommun) é uma comuna da Suécia localizada no condado de Estocolmo. Sua capital é a cidade de Upplands Väsby. Possui 75 quilômetros quadrados e segundo censo de 2018, havia 45 543 habitantes.